# Дидактика
 Тази статия е за дидактиката и дидактическия метод.  За дидактизъм (дидактическа литература) вижте дидактизъм (дидактическа литература).  
Дидактиката (или още дидактическият метод) се употребява за думите: уча, обучавам, преподавам, учителствам; знанията (науката за преподаването, обучаването, учителстването) и е учебен метод, който следва последователен научен подход или образователен стил с цел подобряване на учебния процес и осмисляне на същността на изучавания учебен материал. 
Дидактичният метод за учебна инструкция (указание, инструктаж, инструкции, обучение, обучаване) често е контрастиран с диалектичния и сократичния метод (сократичния диалог); терминът също така може да бъде използван за означаване на определен дидактичен метод, например конструктивна дидактика.
Дидактиката е теорията на/за преподаването (обучението) и, в по-широк смисъл, теорията и практическото приложение на преподаването и ученето.
За разлика (оразличаване, демаркация) от „матетиката“ (Mathetics) (науката на/за ученето), дидактиката обозначава само науката за преподаването (обучаването, ученето (в смисъл на преподаването), учителстването).
Дидактиката може да бъде контрастирана с отвореното учене (Open learning), при което хората могат да учат самостоятелно, по неструктуриран маниер, по теми, които ги интересуват (са им интересни).

## Етимология и дефиниции

### Общо определение
Дидактиката е науката за преподаване и обучение, част от педагогиката. Дидактиката включва както теоретични разбирания (модели, концепции) за това какво трябва да бъде по-доброто образование (преподаване и обучение), така и базирани на последните практически методи (методология), които се използват в образователно-възпитателната практика, т.е. в процеса на преподаване и обучение в различните етапи на образованието (предучилищно, училищно, студентско (университетско), обучение на възрастни, социално-възпитателна и превъзпитателна дейност.
Разглеждането и употребата на кибернетичните и информационно-теоретични познания може значително да усъвършенства (да подобри) процесите на преподаване. Като цяло метаанализът посредством дидактиката допринася за системата за оценка на теоретичните и практически образователни подходи и е в състояние да разкрие сложните многопластови отношения между социално-икономическите класи и широките фактори на преподаването като елементи от цялостната образователна система в едно общество. По тази си черта дидактиката като част от педагогиката в най-голяма степен се доближава до психологията, социологията, философията на образованието/обучението и ученето, дори до политологията.

### Обект на училищната дидактика
Обектът на училищната дидактиката се изразява в съвкупността от преднамерено организираните, целенасочени и целесъобразни специфични цялости от формални институционализирани събития – училищното обучение и образование. Елементи на тези цялости са субектите, участващи в посочените събития, специфичните дейности (поведение) на субектите в тези събития, основата (съдържанията) или градивото за дейностите, условията (контекста) за реализация на специфичното поведение на субектите, наблюдаваните факти. Това заключение за обекта на училищната дидактика обаче е пределно обобщено и неконкретизирано, защото училищното обучение и образование са обект на философията на образованието, педагогическата психология, други направления на психологията, образователната тестология, квалитологията на образованието, мениджмънта на образованието, социологията на образованието, коучинга, невролингвистичното програмиране, когнитивните науки, поведенческите науки и пр.
Тъй като училищната дидактика е една от науките за образование, поддисциплина от тази система, то нейният предмет може да се дефинира по два различни начина. Първият е за класическото обучение лице в лице. Предмет на училищната дидактика са преподаването и ученето с техните взимоотношения в контекста (конкретните условия) на училищното обучение лице в лице, но над (извън) неговото (на обучението) предметна кокретност и многообразие. При тази дефиниция общата училищна дидактиката е наука за повтарящите се сходни елементи, черти, събития, конструкти, отношения връзки, взаимодействия и свойства предимно във формалното и институционализирано в училището обучение, но тя не е безотносителна и към другите превъплощения на обучението „лице в лице“, ако то се отнася за училищната възраст.
Ученето в училище е най-важното нещо, което правят учениците, а преподаването в различните си превъплощения е най-важното нещо, което се прави за ученето. Като наука за общото в обучението, дидактиката не винаги се държи към особеното по един и същи начин. Когато тя поема собствената си роля да показва сходното и повтарящето се, това е собствената и роля на общото, но когато показва различия в сравнения и съпоставяне на събития и конструкти, тя поема ролята на особено. Дидактиката е особена „метафизика“ (задбитиен предел) на обучението и образованието, изразен с експлицитен език (езика на науката), основан на емпирични същности (можещи да бъдат изследвани и измервани) и множественост на логически цялости за тези събития. За разлика от философията на образованието, която е форма на понятийна терапия на образованието, дидактиката не описва обучението в неговите разновидности, такива, каквито са, а се стреми да ги обясни и конструира предизвикващо чрез незамаскирани предложения и препоръки, като използва логически свързан и относително универсален, но все пак научен език.

### Второ определение за училищната дидактика
Второто дефиниране на училищната дидактика се отнася до некласическите и модерни форми на обучение – дистанционно обучение, кореспондентно обучение, електронно базирано обучение (обучение он лайн), компютърно базирано обучение, телеобучението. В тях преподаването или липсва (даже и като фасилитиране (facilitation) – радикален вариант), или присъства като посредник с обобщаващи, консултативни и контролни функции. В първия радикален случай дефиницията следва да бъде друга. За него дидактиката би имала за предмет ученето на ученика като функция от взаимодействието с електронни и аудиовизуални носители на информация. Във втория случай дидактиката би имала за предмет ученето на ученика като функция от взаимодействието с електронни и аудиовизуални носители на информация, но със специфични посреднически функции на учителя.

## Принципи, компоненти, функции и цели на училищната дидактика
Принципът (на латински: principum – основание, първоначало) е обща и основна максима, фундаментално основание. Той има смисъл още на общоприето правило, отправно ръководно основно положение и начало за изпълнение на някои преднамерени дейности и поведение, провеждане на процедури, особено научни. Принципът започва да действа там, където има съмнения за валидността и универсалността на някакъв закон в дадена област или няма изведен такъв за случая. При това положение принципите вече придобиват силата на отношение, от което зависят всички други отношения между елементите на една система, затова основна тяхна функция е нормативната, което задължава изследователите да съблюдават техните изисквания. Принципите са елементи на преддейността, на самата дейност и на нейните резултати.
Принципите на училищната дидактика в крайна сметка са вероятностни, променливи, а понякога и хипотетични съгласувани утвърждения (изказвания), които се отнасят към някаква поредица от събития. Принципите са открити за съмнения (и критика), променят се от нови доказателства, но се смята, че винаги са по-надеждни от убежденията и мненията.

### Основни принципи
Научните принципи на училищната дидактиката с предмет обучението „лице в лице“ са:
1. Принцип на развитието, който има два аспекта на своите изисквания: а) Смяна на парадигмите: парадигмата (на гръцки: paradeigma – модел) е събирателно обозначение на комплекс от нагласи, ценности, процедури, методи, начини за решаване на проблемите, принципи, изводи и обобщения в една наука, които са признати, общоприети, представителни и стават основа на дадена традиция в научната общност, но за определено време; б) Преднамерените възпитание, обучение и образование в училищната организация се обясняват и предписват в основната си функция да търсят, предизвикват и допълват човешкото формиране и развитие в определен възрастов период, а напоследък и през целия живот.
2. Принцип на обяснението, който е основен принцип на всяка наука и налага изискването да се разкриват различните същности в различна дълбочина на определени явления и области чрез системата от използваните методи, форми и етапи на научните изследвания. Основни особености на този принцип са: а) обяснението посочва причините, контекста и последователността на някои обекти (или процес, състояние на нещата и т.н.), заедно с последиците, принципите или законите, които ги свързват с обектите; б) обяснението е логическа процедура, чрез която се разкриват съществени свойства, признаци, отношения, връзки, взаимодействия, елементи, компоненти, вътрешни структури и пр.; в) обяснението е резултативно, ако е верно, достатъчно пълно и обхватно, отчетливо, разбрано и спомага за решаване на редица задачи и проблеми.; г) обяснението е включване на знанията за определено явление или конструкт в по-широк техен контекст;
3. Принцип на предоставяне (офериране) на различни предписания за практиката на обучението;
4. Принцип на възхождане от идеиращата абстрактност към конкретната приложимост;
5. Принцип на конструктивното предложение и избираемото предписание – включващо въвличане (завладяване), привличане на вниманието (спечелвам) и възбуждане (събуждане на интереса на) съзнанието на ученика (или студента);
6. Принцип на непосредствената и косвена верификация – проверка на дадени изводи, твърдения и обобщения или чрез емпирични изследвания, или чрез установяване на теоретични логически отношения за констатиране на истинността им;
7. Принцип на простотата (бръснач на Окам), който изисква от няколко подхода и интерпретации да се приеме този, който работи с най-малко на брой условности и допускания;
8. Принцип на редукцията, който изисква в изследването, обяснението и изборът на предложения за практиката да се използват постиженията и на други науки, но с нужната мяра и критицизъм;
9. Принцип на релевантност (съответност), които дава възможност някои значими обобщения и изводи в училилищната дидактика да се ползват в другите дидактики (вкл. и частни);
10. Принцип на икономичност, който изисква от няколко конкуриращи се теории да се предпочита тази, която е валидна и надеждна и, разбира се, демаркирана (оразличена) от псевдонаучните построения по конкретни признаци – напр. липса на обяснения чрез закономерности и замяната им предимно с наратив или изкуствено построени и сглобени сценарии, робуване на митове, непроверени факти, девиантност по/от доказани принципи и пр;
11. Принцип на джастификацията/джъстификацията (на английски: justification, т.е. оправданото знание), който налага изискването представените знания в системата на дадена наука да не са продукт на непроверени догадки, „откровения“, „видения“, неоправдани аналогии и пр.;
12. Принцип на хабитуса, който налага приемането за реални и действителни възможностите, които имат възпитанието, обучението и образованието за допълване на образуването и развитието на човека; да не се надценяват, но и да не се отричат тези възможности;
13. Принцип на фалибализма (на английски: fallible – подложено на грешки, грешащо, който може да греши, склонен да греши), който налага виждането, че човешкото познание (вкл. и дидактическото) не е безгрешно.

### Основни компоненти на дидактиката
На въпроса каква е съвкупността от компоненти в структурата на дидактиката има различни отговори. В един от често срещаните отговори (предложения) те са:
1. Предикативна дидактика – система от изказвания за нейния обект предмет, принципи, структура, функции и цели;
2. Тезаурус (на английски: thesaurus) на дидактиката – конструкти на дидактиката: терминологичен, понятиен и категориален корпус;
3. Номотетична дидактика – закономерности и принципи на обучението;
4. Телеономична дидактика – конкретни цели на обучението;
5. Обектна или субстанциална (за учебните съдържания) дидактика (онтодидактика);
6. Субектна дидактика – преподаване и учене в обучението);
7. Субектно-обектна дидактика – процес на обучение;
8. Проективна и технологична дидактика;
9. Диверсификативна дидактика (разнообразяваща, отнасяща се до разнообразието, различията) – особености и своеобразие на обучението от гледна точка на индивидуалните особености на учениците;
10. Оценъчна дидактика (доцимология);

### Основни функции на училищната дидактика
В академичната общност съществуват различни отговори на въпроса кои са функциите на училищната дидактика. Под функция в случая се разбира свойство на действащо отношение, изпълнение, роля, продуциране (производство, създаване) на събития спрямо изучаващите дидактиката.
Чрез своите принципи и структура, дидактиката изпълнява следните основни функции (подредбата е по азбучен ред, а не по важност/значение):
- аксиологична (на ценностна ориентация, отнасяща се до етиката, морала);
- интерпретативна и интерактивна;
- информираща и информативна;
- конструктивно-технологична;
- личностно формираща (оттам идва образование);
- социализираща;
- евристична;
- обяснителна и поясняваща (уточняваща);
- онтологична (дава обща картина на обучението);
- описателно-фактографска;
- оценъчно-критична (Критично мислене);
- познавателна и осмисляща;
- практико-приложна;
- прескриптивна (предписваща, нормативна);
- прогностична (прогнозираща, предсказваща);
- професионално-специализираща;
- систематизираща, организационна (етикетираща, категоризираща);
- социокултурна и хуманистична;

### Основни цели на училищната дидактика
Основните цели на училищната дидактика са да изследва, опише, обясни и предпише видовете цели на училищното обучение и тяхното подреждане, общите компоненти на училищните учебни съдържания, дейностите различните видове училищно обучение, технологиите на формалното училищно обучение, критично разглеждане на дидактични модели, които са рефлексия на практиката.
Предмет на училищната конструктивистка дидактика са взаимоотношенията на фасилитирането (facilitation), медиацията (mediation), менторинга (mentoring) и мониторинга (monitoring) на учителя и ученето на учениците чрез конструкции в контекста (конкретните условия) на училищното обучение, лице в лице или с посредничеството на информационно-комункационните технологии (компютърномедиирана/компютърнопредадена комуникация) с ученето на учениците. Конструктивистката дидактика не се интересува от класическото структуроопределящо отношение преподаване-учене, тъй като в нея няма системни обяснения за преподаването като такова в рамките на конструктивистката парадигма. Отношенията между учителя и учениците в конструктивисткото обучение са нелинейни, асиметрични, неформални, субект-субектни, двустранни и многостранни, функционални, на сътрудничество и интерактивност.

## Връзка и разлики между дидактика и матетика
Матетиката (Mathetics) е концепция за обучението, в която основните (водещи) идеи са:
- симетрични отношения и рационална комуникация между преподаване и учене с промяна на класическите функции на учителя;
- индивидуализиране на обучението;
- ученето се разбира конструктивистки, а ученикът се приема за активен самоорганизращ се (autopoiesis) индивид;
- холизъм (на английски: holism, т.е. цялостност) и хуманизъм;
- отворена класна стая;
- поощряване на независимото учене чрез действие (правене), самостоятелното откриване на знанията и творчеството.

Концепцията за матетика е възродена от възгледите на Платон и Коменски. Платон за първи път употребява думите „mathein“ и „mathanein“ с акцент за линейността на самостоятелно учене, както по отношение на процеса му, така и в смисъл на внезапно прозрение. Във „Велика дидактика“ Коменски също употребява думата „матетика“ в отношение към изкуството за преподаване, но по-скоро я отправя към „ars discendi“, а не „ars docendi“. През 1962 г. в Университета в Алабама се създава фондация по матетика със списание, но излизат само два броя. Проблемите на матетиката са отново повдигнати от Хартмут фон Хентиг през 1983 г. На съвременен етап концепцията за матетиката се поддържа от някои учени, като М. Антон, Р. Винкел, П. Шот и др. В САЩ основен поддръжник на матетиката е Сиймор Пейпърт (р. 1928 г.). Според някои учени-теоретици на педагогиката матетиката не е дидактика, а е само едно допълнение и някаква корекция към нея.

## Развитие на дидактиката
Историческо развитие на теоретичната основа на дидактиката се разглежда като процес, съдържащ три етапа: класически основоположници на учението за дидактиката, модерни опити за дефиниране на обекта на изследване и практическите методи на дидактикаката, и най-съвременни постмодерни определения за и подходи в дидактическата наука.

### Класически основи
Сред основните създатели на училищната дидактика със своите мнения (оригинални проучвания, твърдения, теории, подходи) са редица учени и философи.

Пояснение/легенда: учен (напр. дидактик)/философ/културен критик – неговото/нейното определение/дефиниция за дидактика.
По-значимите и популярни от тях са:
- Франсис Бейкън (1561 – 1626 г.) – приложение на изкуството за събщаване на знания.
- В. Ратке (Ратихиус) (1571 – 1635 г.) – изкуство на всеобщото преподаване.
- Я. Амос Коменски (Комениус) (1592 – 1670 г.) – изкуството да се обучават всички на всичко.
- Й. Фр. Хербарт (1776 – 1841 г.) и някои негови последователи – учение за възпитаващото обучение.
- В. Дилтай (1833 – 1911 г.) – учение за преподаването и ученето.
- О. Вилман (1839 – 1920 г.) – учение за образованието.
- В. А. Лай (1862 – 1926 г.) – наука за обучението и ученето изобщо.
- П. Цонев (1875 – 1950 г.) – наука за теорията и практиката на образование.
- М. Герасков (1874 – 1957 г.) – наука за обучението и дидактическите техники на учебната практика.
- П. Петерсен (1884 – 1952 г.) – теория на ръководенето на обучението.
- П. Боев (1903 – 1954 г.) – наука за организираното образование и обучение.

### Модерни схващания
В по-близкото минало като основополагащи дефиниции за дидактиката са се приемали следните:
- П. Н. Шимбирьов (1883 – 1960 г.) – теория за обучението и образованието.
- И. А. Каиров (1893 – 1978 г.) – теория на обучението.
- И. Т. Огородников (1900 – 1978 г.) – теория на обучението;
- Б. П. Есипов (1894 – 1967 г.) – теория на обучението.
- М. А. Данилов (1899 – 1973 г.) – теория на образованието и обучението като органични елементи на възпитанието.
- Н. К. Гончаров (1902 – 1978 г.) – теория на обучението.

### Съвременни определения
В относително по-съвременен период от време се налагат следните определения за дидактиката:
- И. Я. Лернер (1917 – 2001) и М. Н. Скаткин (1900 – 1991) – теория на обучението като средство на образованието и възпитанието.
- Берлинската дидактична школа (Й. Долч, П. Хайман) – теория за ученето и преподаването.
- Хамбургска дидактична школа на В. Шулц – еманципирано-критична теория на ученето и преподаването.
- Информационно-кибернетичната школа на Херман Франк и Феликс фон Кубе – теория за оптималното учене/преподаване – или чрез директно въздействие, или чрез програмиране и обучаващи машини.
- Курикуларната (curricular) школа и направление на Х. Бланкертц, Х. Нол, Е. Венигер – теория на образованието и учебното съдържание.
- Т. Проданович и Р. Ничкович (сръбски дидактици) – теория за обучението в неговите андрагогически и педагогически модалитети (особености).
- Владимир Поляк (хърватски дидактик) – проучване и откриване нана закономерностите в образованието наличността, без оглед на това, къде се извършва то.
- Й. Георгиевич и Н. Потконяк (сръбски дидактици) – особена педагогическа дисциплина, която изучава същностните проблеми на образованието и възпитанието по пътя на обучението и ученето.
- А. Безен, Ф. Желявич, Н. Кужунджич (хърватски дидактици) – наука за ефективното комуникиране на хората (учениците) с цел развитие на компетенциите в него, в смисъла на тяхната обща еманципация.
- Л. Богнер и М. Матуйевич (хърватски дидактици) – дял от педагогиката, който се занимава с теорията на възпитателно-образователния процес.
- Н. Потконяк и П. Шимлеш (Педагогическа енциклопедия, Белград, 1989 г.) – комплексна, флексибилна (гъвкава) научна дисциплина, която проучва широк регистър (спектър, обхват) от въпроси и проблеми, свързани с образованието, обучението и ученето, като същите ги разглежда в един креативно-творчески, иновационно-трансформационен и реформаторски план, изследва законите и закономерностите, присъщи на възпитателно-образователната и обучаващата дейност в теорията и практиката.
- Според „Dictionary of the English Language, Haugton, 2000“, дидактиката е наука за насоченото проектиране и планиране на обучението.

## Българската дидактическа традиция
В историята на българската диадактика като наука основни класически автори до 1944 г. са Й. Ковачев, Тодор Бенев, В. Николчов, К. Свраков, В. Манов., П. Цонев, М. Герасков, Д. Панайотов, П. Заимов, Петко Боев (много важен автор), Хр. Николов. След 1944 г. до 1989 г. се създадават пълни подражания на съветската дидактика, за което основна вина имат Ж. Атанасов, Гавраил Хрусанов, Найден Чакъров, Иван Величков, Марин Андреев, Петър Петров.

## Пермутационен тезаурус на термина дидактика
Списък с термини, обозначаващи съвременни подвидове на и/или подходи в дидактиката (т.е. дидактически модели и концепции).
- адресатноориентирана дидактика (Adressatenorientierte Didaktik (Bönsch 1981)).
- възпитателноразвиваща дидактика (Entwicklungspädagogische Didaktik H. Roth 1971)).
- духовноразвиваща дидактика (Geisteswissenschaftliche Didaktik Beckmann 1972)).
- интерактивна дидактика (Interaktionstheoretische Didaktik Bosch u. a. 1981)).
- интеркултурна дидактика (Interkulturelle Didaktik (Flechsig 1991)).
- предметна дидактика (методика).
- курикуларна дидактика (Curriculare Didaktik Möller 1980, 1986)).
- категориална дидактика (Kategoriale Didaktik Dauenhauer 1970)).
- кибернетична дидактика (Kybernetische Didaktik (v. Cube 1965, 1970)).
- кибернетично-информационнотеоретична дидактика (Kybernetisch-informationstheoretische Didaktik (Frank & v. Cube, 1970, 1971, 1972, 1980, 1986)).
- комуникативна дидактика (Kommunikative Didaktik (Popp 1976; Winkel 1988)).
- конструктивна дидактика (Konstruktive Didaktik (Hiller 1973)).
- критичноинструментална дидактика (Kritisch-instrumentelle Didaktik (Bönsch 1975)).
- критичнокомуникативна дидактика (Kritisch-kommunikative Didaktik (Schäfer/Schaller 1976; Winkel 1980, 1986, 1988)).
- критичноконструктивна дидактика (Kritisch-konstruktive Didaktik Klafki 1980b, 1986, 1991)).
- материалистическа дидактика (Materialistische Didaktik (Klingberg 1972; Bönsch 1975)).
- производствена дидактика.
- професионална дидактика.
- психологическа дидактика (Psychologische Didaktik (Aebli 1963)).
- реалистична/реалистическа дидактика (Realistische Didaktik (Beckmann/Biller 1978)).
- системтеоретична/системтеоретическа дидактика (Systemtheoretische Didaktik (König Riedel 1976; Riedel 1979)).
- скептическа/скептична дидактика (Skeptische Didaktik (Ballauff 1970)).
- структурна дидактика (Strukturale Didaktik (Lenzen 1973)).
- субективна дидактика (Subjektive Didaktik (Kösel, 1994, 2004)).
- дидактика като драматургия на обучението (Didaktik als Dramaturgie des Unterrichts (Hausmann 1959)).
- дидактика като наука за преподаването и ученето (Didaktik als Wissenschaft vom Lehren und Lernen – Eine deskriptive Analyse (N. Schmitt)).
- дидактика като основа на възпитателното обучение (Didaktik als Grundlegung erziehenden Unterrichts (Geißler 1982)).
- дидактика като практика (Didaktik als Praxis (Martin 1989)).
- дидактика като функция на ученето (Didaktik als Lehrfunktion (Klingberg 1972; Schröter 1972; Lahn 1972)).
- дидактика като структурна теория на ученето и преподаването (Didaktik als Strukturtheorie des Lehrens und Lernens (Peterßen 1971)).
- училищна дидактика.
- целеориентирана (целенасочена) дидактика.
- дидактика на висшето училище.
- дидактика на отношенията в обучението (Beziehungstheoretische Didaktik (Bosch u.a. 1981)).
- преподавателскотеоретична дидактика – берлински модел 2 (Lehrtheoretische Didaktik – Berliner Modell 2 (Schulz 1980, 1986)).
- преподавателскотеоретична дидактика и еманципирано-критична теория на ученето и преподаването – хамбургски модел на В. Шулц (Lehrtheoretische Didaktik – Emanzipierte-kritische Didaktik (Hamburger Modell (Schulz))).
- образователнотеоретична дидактика (Bildungstheoretische Didaktik Klafki 1959, 1964, 1974, 1980a, 1986, 1991; Beckmann 1972)). В образователно-теоретичния подход дидактиката се дефинира като теория на учебното съдържание, за неговия подбор и обосновка. Важен метод в дидактиката е херменевтиката. Решението (осъществяването) на целта и съдържанието на въпросите в процеса на обучение са с приоритет пред останалите елементи на преподаване.
- учебнотеоретична дидактика – берлински модел 1 (Lerntheoretische Didaktik – Berliner Modell 1 (Heimann/Otto/Schulz 1970)). В учебнотеоретичния подход дидактика е теорията на обучението и всички обуславящи ги (взаимосвързани) фактори, т.е. дидактиката е теорията на анализа, дизайна и контрола на целенасочено базираното обучение. При този подход основен процес/метод се пада анализът. Идеологическо-критичният анализ на всички фактори на образованието осигурява предпоставки за добре научно обосноваване на планирането на уроците. Оптималното решение според този подход на преподаване е едновременното обучение в разлчни области, които имат еднакъв ранг и са свързани помежду си с взаимодействие и синтез на знания от различните области.

## Методология
Някои от популярните практически методи в дидактиката са:
- индивидуалната работа (самообучението);
- работата (обучението, ученето) по двойки;
- работата (обучението, ученето) по групи;
- групови уроци;
- дискусии в клас (напр. по модела на сократичния диалог);
- работа в клас;
- взаимодействие, центрирано около една точно определена тема (темоцентрично взаимодействие);
- практически занятия (напр. лабораторен урок, наблюдение сред природата и т.н.);
- интерактивни презентации с помощта на информационно-комуникационна техника (съответно и с информационни технологии, напр. компютърен софтуер);

и много др.